# Moyenneurs

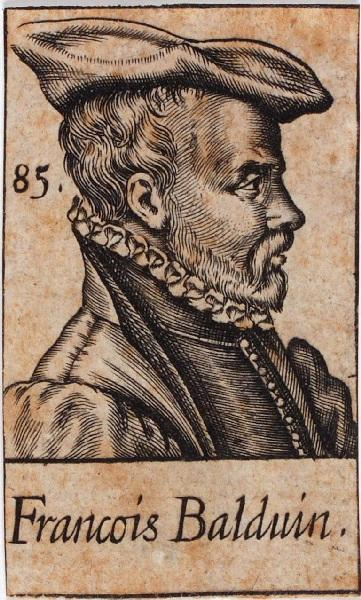
François Baudouin.
Estampe du graveur Léonard Gaultier, Pourtraictz de plusieurs hommes illustres qui ont flory en France depuis l'an 1500 jusques à présent.

Moyenneurs est l’appellation, d’abord péjorative, désignant les partisans d’un compromis dogmatique entre catholiques et réformés et d’une réconciliation religieuse dans les guerres de religion françaises des décennies 1550 et 1560. 
Cette appellation est forgée par les réformés pour désigner essentiellement des catholiques modérés. On fait généralement remonter l’invention du qualificatif de « moyenneurs » à l’année 1549, où il apparaît sous la plume de Calvin,. Les penseurs et théoriciens de ce courant se sont parfois appropriés ce terme par la suite, à l’instar du théologien Claude d'Espence écrivant en 1568 que « mieux vault estre Moyenneur qu’Oultré. » 
Les idées des « moyenneurs », qui dérivent en partie de l’irénisme érasmien et s’appuient sur les écrits du théologien des Pays-Bas Georges Cassander, comme leur volonté de concorde religieuse et de réconciliation des chrétiens, commencent à rencontrer un écho essentiellement après la conjuration d'Amboise de 1560. La préoccupation de ce courant réside alors dans la recherche d’un terrain d’entente afin d’opérer un retour à l’union religieuse et de préserver ainsi la cohésion de l’État. Pour cela, des « moyenneurs » comme le juriste François Baudouin cherchent à définir les points essentiels sur lesquels s’entendre en matière de théologie au colloque de Poissy en 1561, qui n’aboutit pas. 
Selon Stéphane Gal, qui a étudié ce courant dans la ville de Grenoble pendant la Ligue, cette voie « moyenne » a été incarnée dans la décennie 1580 par des magistrats refusant de prendre parti pour le camp de la Ligue comme pour celui du roi Henri IV ; l'auteur propose un élargissement de la définition des « moyenneurs. » Cette position d’équilibre aboutit globalement à un échec, à l’instar du colloque de Poissy marqué par l’intransigeance des deux camps. Le rôle médiateur des « moyenneurs » a cependant été souligné comme ayant pu enrayer la violence politique et religieuse. 
Les « moyenneurs » sont parfois considérés comme ayant ouvert la voie au mouvement des « Politiques » ou iréniques, juristes et parlementaires (comme Étienne Pasquier) partisans de la réconciliation nationale après la fin de l’épisode ligueur en 1594 et qui se rallient finalement au pouvoir royal incarné en la personne du roi Henri IV. 